# Mother & Father
«Mother & Father» —en español: «Madre & Padre»— es una canción interpretada del dúo neozelandés Broods perteneciente a su primer álbum de estudio Evergreen. Al igual que con el material del EP debut del dúo, fue escrito por los miembros del dúo junto al productor Joel Little. Fue publicado como el primer sencillo del álbum el 19 de junio de 2014 a través de Polydor Records. La canción ingresó al listado de canciones de Nueva Zelanda en la posición #40 el 30 de junio de 2014, para luego ubicarse en el #14 la siguiente semana.

## Recepción
Bradley Stern del blog musical Idolator describió la canción como "nada menos que un triunfo emocional" y aplaudió el crecimiento artístico y emocional del dúo. "Es el sonido de la madurez", escribe Stern, "todavía no estoy seguro, pero sigo al pie del cañón de todos modos — y han capturado maravillosamente en esta primera experiencia prometedora de lo que está por venir."

## Vídeo musical
El vídeo musical fue puesto en libertad el 15 de julio de 2014 y es presentado en blanco y negro.